# HEC (Taunton)
HEC is een historisch merk van motorfietsen.
De bedrijfsnaam was: Hewins Engineering Co., Taunton, Somerset.
Dit was een Engels merk dat in 1923 begon met de productie van eenvoudige motorfietsen met een 247cc-Villiers-tweetaktmotor. De machines hadden twee versnellingen en riemaandrijving naar het achterwiel. In 1924 kwam er een model met een Sturmey-Archer-drieversnellingsbak. Deze had nog steeds riemaandrijving, maar een speciaal wedstrijdmodel kreeg kettingaandrijving en trommelremmen. In dat jaar werd de productie echter beëindigd.